# Claus Schneggenburger
Claus Schneggenburger es un deportista alemán que compitió para la RFA en remo. Ganó una medalla de plata en el Campeonato Mundial de Remo de 1970, en la prueba de cuatro sin timonel.

## Palmarés internacional
| Campeonato Mundial | Campeonato Mundial      | Campeonato Mundial | Campeonato Mundial |
| Año                | Lugar                   | Medalla            | Prueba             |
| ------------------ | ----------------------- | ------------------ | ------------------ |
| 1970               | St. Catharines (Canadá) | Medalla de plata   | Cuatro sin timonel |